# La Yunquera
La Yunquera es una pedanía española perteneciente al municipio de Lezuza, en la provincia de Albacete, dentro de la comunidad autónoma de Castilla-La Mancha. Se encuentra a 42 km de la capital de la provincia. Es una de las pedanías del término de Lezuza. Linda al norte con Pardales, al oeste con Lezuza, al sur con Tiriez y al este con Balazote.

## Demografía
En 2017 contaba con 66 habitantes, según los datos oficiales del INE.

## Hidrografía
Es atravesado por el río Lezuza.

## Clima
El clima de La Yunquera es mediterráneo continentalizado, es decir, clima templado pero con temperaturas extremas en invierno y en verano.

## Economía
Su economía está basada fundamentalmente en la agricultura, las explotaciones ganaderas de caprino y la ganadería trashumante de ganado ovino.
También cuenta con la fábrica de quesos Cerro, la cual, fabrica desde hace años uno de los mejores quesos manchegos de España.

## Agricultura
Es la mayor fuente de ingresos de La Yunquera. Se practica tanto la agricultura de secano como la de regadío. Entre otros se cultivan principalmente la cebada, la avena y el trigo.
También se cultivan otros tipos de cosecha como son el maíz, los guisantes y las cebollas, aunque en menor medida de las anteriormente citadas.

## Fiestas patronales
Son las fiestas en las que se le rinde homenaje a la patrona de la aldea, la Virgen de la Granada, en la que se reencuentran familiares para celebrarlas y en las que se realizan diversas actividades y campeonatos para pasar un buen rato, como puede ser procesiones y la Santa Misa en honor a la Virgen, campeonatos de truque o chinchón, etc.
Se realizan dos veces al año, unas en el último fin de semana de mayo y las otras en el mes de agosto.